# 夢見る頃を過ぎても (1934年の曲)
「夢見る頃を過ぎても」（When I Grow Too Old to Dream）は、シグマンド・ロンバーグ作曲、オスカー・ハマースタイン2世作詞で1934年に出版されたポピュラー音楽の楽曲。
この曲は1935年の映画『The Night Is Young』でイヴリン・レイとロマン・ナヴァロによって披露された。この曲はスタンダード曲となり、ナット・キング・コール、エヴァリー・ブラザーズ、グレイシー・フィールズに代表される多くのアーティストによって録音された。

## その他のバージョン
- 1949年、ローズ・マーフィは、この曲を最多ジュークボックス再生チャートの10位に送り込んだ[2]。
- ゴードン・ジェンキンス（英語版）による1951年の録音は、彼のヒット曲「シャルメーヌ（英語版）」（デッカ・レコード）のB面としてリリースされた[3]。
- エド・タウンゼント（英語版）は、この曲のカバーを1958年にシングルとして発売し、ビルボードのポップ・チャートで59位を獲得した[4]。
- ビング・クロスビーは、この曲をメドレーの一部として、彼のアルバム『Join Bing and Sing Along』（1959年）に収録した
- ジャズ・オルガン奏者のジミー・スミスは、1963年の彼のアルバム『バック・ザ・チキン・シャック（英語版）』でこの曲のカバーをリリースした[5]。
- ジュリー・ロンドンは、この曲を1967年に発売された彼女のルバム『ナイス・ガールズ・ドント・ステイ・フォー・ブレックファスト（英語版）』に収録した
- ステファン・グラッペリとザ・ディズ・ディズリー・トリオは、この曲を1975年のアルバム『Violinspiration』に収録した
- リンダ・ロンシュタットは、この曲を彼女の1978年のアルバム『ミス・アメリカ』に収録し、『マペット・ショー』でも演奏した。
- 「夢見る頃を過ぎても」の一部が O'Hooley & Tidow の2010年のアルバム『Silent June』収録の曲「Too Old To Dream」のコーラス・パートとして使われた。

## 大衆文化
- この曲はイヴリン・レイ（英語版）とロマン・ナヴァロ（英語版）が出演した1935年のMGMのミュージカル映画『The Night Is Young』で使用された。この曲は映画『父の肖像』（原題：I Never Sang For My Father）の中で、父親がいつも息子に歌うように言う曲として言及されている。
- オーストラリアのソープ・オペラ『A Place to Call Home』では、エリザベス・ブライ（演：ノニ・ハズルハースト（英語版））がエピソード「Too Old to Dream」におけるダグラスの避難所でこの曲を歌う。